# 한여름 밤의 꿈 (1999년 영화)
《한여름 밤의 꿈》(영어: A Midsummer Night's Dream)은 미국, 독일, 영국, 이탈리아에서 제작된 1999년 판타지 로맨틱 코미디 영화이다. 마이클 호프먼이 연출 및 제작을 맡았다. 윌리엄 셰익스피어가 쓴 동명 희곡을 바탕으로 제작되었다. 케빈 클라인 등이 출연하였다.

## 출연진
- 케빈 클라인 - 닉 보텀 역
- 미셸 파이퍼 - 티타니아 역
- 루퍼트 에버릿 - 오베론 역
- 스탠리 투치 - 퍽 역
- 캘리스타 플록하트 - 헬레나 역
- 애나 프릴 - 허미아 역
- 크리스천 베일 - 더미트리어스 역
- 도미닉 웨스트 - 라이샌더 역
- 데이비드 스트러세언 - 시시어스 역
- 소피 마르소 - 히폴리타 역
- 로저 리스 - 피터 퀸스 역
- 맥스 라이트 - 로빈 스타블링 역
- 그레고리 저바라 - 스너그 역
- 빌 어윈 - 톰 스나우트 역
- 버나드 힐 - 이지어스 역
- 존 세션스 - 필러스트레이트 역
- 샘 록웰 - 프랜시스 플루트 역

## 기타 제작진
- 미술: 루시아나 아리기
- 의상: 가브리엘라 페스쿠치

## 홈 미디어
이 영화는 1999년 11월 30일 VHS와 DVD로 출시되었다.

## 우리말 녹음
MBC 성우진 (2003년 8월 3일)
- 박조호 - 보텀 (케빈 클라인)
- 윤소라 - 티타니아 (미셸 파이퍼)
- 안지환 - 오베론 (루퍼트 에버릿)
- 김영선 - 더미트리어스 (크리스천 베일)
- 김서영 - 헬레나 (캘리스타 플록하트)
- 손원일 - 라이샌더 (도미닉 웨스트)
- 박영희 - 허미아 (애나 프릴)
- 이철용 - 퍽 (스탠리 투치)
- 엄현정 - 히폴리타 (소피 마르소)
- 한규희 - 시시어스 공작 (데이비드 스트러세언)
- 김태훈 - 이지어스 (버나드 힐)
- 표영재 - 플루트 (샘 록웰)
- 이도련 - 퀸스 (로저 리스)
- 최한 - 스너그 (그레고리 저바라)
- 고성일 - 스나우트 (빌 어윈)
- 박태호
- 이상범
- 문남숙
- 박신희
- 조현정